# Титарівка (Старобільський район)
Ти́тарівка — село в Україні, у Старобільській міській громаді Старобільського району Луганської області. Населення становить 620 осіб. Колишній орган місцевого самоврядування — Титарівська сільська рада.
Поштовий індекс — 92750. Телефонний код — 6461. Займає площу 286 га.

## Історія
Село засноване наприкінці 18 століття. Територію заселили вихідці з Київської, Полтавської, Чернігівської губерній.
Назване за прізвищем першого мешканця цих земель — Титаренка.
Поблизу села виявлено два поселення епохи бронзи, село раннього середньовіччя, п'ять курганних могильників з дванадцятьма курганами, два окремо стоячих кургани.
Тихонівський храм в селі Титарівка збудовано в 1880 році архітектором Ф. І. Даниловим на кошти прихожан., належить УПЦ 
Село постраждало внаслідок геноциду українського народу, вчиненого урядом СРСР у 1932—1933 роках, кількість встановлених жертв — 69 людей.
Сільську раду утворено в 1942 році.
У роки Другої світової війни на фронтах воювали 271 мешканець села, із них 120 осіб загинули, 227 учасників бойових дій удостоєні урядових нагород. В 1966 році в селі збудовано пам'ятник загиблим воїнам.
На території Титарівки розташовувалась центральна садиба колгоспу «Росія», за яким було закріплено 4,1 тис. га орних земель. Провідна галузь колгоспу — рослинництво, значне місце займало м'ясо — молочне тваринництво. За досягнення в праці 24 передовики колгоспу нагороджені орденами і медалями СРСР, у тому числі орденом Леніна — механізатор І. В. Пєтухов.

## Сьогодення
Титарівка є центром Титарівської сільської ради, розташоване за 12 км від районного центру і залізничної станції Старобільськ. Населення — 1015 осіб. Кількість дворів — 225. День села — 26 серпня.
У селі працює загальноосвітня школа 1-2 ступенів зі спортзалом та спортивним майданчиком, ФАП, клуб, сім фермерських господарств та два сільськогосподарських підприємства загальною площею земельних угідь 1195 га.

## Видатні уродженці
- Коряк Кузьма Леонтійович — український радянський діяч.
- Теличко Володимир Олександрович - заслужений художник України

## Також
- Перелік населених пунктів, що постраждали від Голодомору 1932-1933, Луганська область